# حق ارتفاق

الارتفاق لغةً: الاتكاء على مرفق اليد. والانتفاع. والاستعانة. ومرافق الدار: مصابُّ الماء ونحوها. وحق الارتفاق في الاصطلاح الشرعي والقانوني منفعة مقررة لعقار مملوك لشخص على عقار آخر مملوك لغير الأول. كالشرب، والمسيل، والمرور، وغير ذلك.
وحق الارتفاق من قبيل ملك المنفعة. وهي منفعة بين عقارين، تابعة لهما على الدوام مهما انتقلت ملكيتهما. ومالك هذه المنفعة هو مالك العقار المنتفع. ومن هنا تتجلى عينية هذا الحق.
وهو في الوقت ذاته منفعة منتقصة من ملكية العقار المُرْتَفَق به (الخادم) لمصلحة العقار المُرْتَفِق (المخدوم) على الدوام.
ولو اجتمعت ملكية العقارين (الخادم والمخدوم) في شخص واحد، فإنهما يصبحان بحكم العقار الواحد. وعندها يختفي حق الارتفاق هذا. على أنه يمكن أن يعود إلى الظهور والاعتبار مجدداً إذا تنازل هذا المالك عن أحد هذين العقارين لمالك جديد، أو إذا تنازل عن كل منهما إلى شخصين مختلفين.

## أنواع حقوق الارتفاق
اختلفت الآراء في تعداد حقوق الارتفاق بين مضيّق وموسّع في الشريعة أو القوانين الوضعية. فذهب الحنفية إلى أنه ستة فقط هي:
- الشرب أو ارتفاق الشِّفَة:[2] وهو النصيب المستحق من ماء الأنهار والسواقي العامة، لسقي الأرض والزرع.
- الطريق: وهو حق صاحب عقار داخلي بالوصل إلى عقاره من طريق يمرّ عبر عقار مملوك للغير.
- المجرى: وهو حق صاحب الأرض البعيدة عن مجرى الماء في إجرائه عبر ملك جاره إلى أرضه ليسقيها.
- المسيل: وهو مجرى على سطح الأرض، أو أنابيب تنشأ في جوف الأرض أو على سطحها، لتصريف المياه الزائدة عن الحاجة عبر عقارات الجوار حتى تصل إلى مصرف عام. والفرق بين المسيل والمجرى أن المجرى لجلب المياه الصالحة للأرض، والمسيل لصرف المياه الزائدة وغير الصالحة عن الأرض أو الدار.
- التعلي: وهو حق صاحب العقار الأعلى في القرار على العقار الأسفل كما هو الحال في الأبنية الطابقية.
- الجوار: وهو الحق الثابت لكل من الجارين على الآخر.

ويرى الحنفية أنه لا يجوز إِنشاء أي حقوق ارتفاق أخرى غير هذه الحقوق الستة. لأن في إِنشائها تقييداً للملكية التامة. والأصل فيها أنها لا تقبل التقييد. وما قيدت بتلك الحقوق الستة إِلا استثناءً وبحكم الضرورة. ولا يُتوسع في الاستثناء، لأن الضرورة تقدّر بقدرها.
وذهب آخرون - وفيهم المالكية - إِلى أنها غير محصورة في الأنواع المذكورة آنفاً، فيجوز إِنشاء حقوق ارتفاق أخرى بالإرادة والالتزام. كأن يقرر شخص على أرض يملكها ألا يقيم على ناحية منها ملاصقة لأرض أخرى بناء، أو ألا يرتفع ببنائه أكثر من حدٍ معين.
وبهذا الرأي الأخير أخذت معظم القوانين المدنية المعاصرة كالقانون الفرنسي، واللبناني، والسوري، وغيرها.
وقد اشترطت هذه القوانين أن تكون حقوق الارتفاق المنشأة اتفاقاً، للعقار أو عليه، لا للشخص المالك أو عليه. كما اشترطت ألا تكون هذه الحقوق مخالفة للنظام العام.

## أسباب نشوء حقوق الارتفاق
تنشأ حقوق الارتفاق بأسباب ثلاثة هي:

صاحب العقار "أ" يبيع الأرض أو الساحة التي أمام عقاره, ولكن ينسى أن يضيف شرط في العقد بأن يحصل على حق ارتفاق لممر يؤدي إلى عقاره.

- الوضعية الطبيعية: وحقوق الارتفاق الطبيعية هي المتولدة عن وضعية الأماكن الطبيعية. كحق مسيل مياه الأمطار المترتب للأراضي العالية على الأراضي المنخفضة. وهذه الحقوق تثبت بالوضع الطبيعي. ولا تحتاج إلى تسجيل في السجل العقاري.
- الالتزامات المفروضة قانوناً: وهي حقوق الارتفاق القانونية التي تنشأ بحكم القانون. سواء أكان محلّها منفعة عامة كتسهيل إِعداد المسالك والمنشآت العامة، أو منفعة خاصة كتسييل مياه الأمطار في الطريق العمومية مع مراعاة الأنظمة الخاصة المتعلقة بالطرقات. وهذه الحقوق لا تحتاج إلى تسجيل في السجل العقاري.
- التصرفات الإرادية: وهي حقوق الارتفاق المنشأة بإرادة الإنسان فهي تكون وليدة الاتفاقات المعقودة بين ملاّك العقارات، أو تكتسب عن طريق التقادم [ر]. وهذه تحتاج في ثبوتها تجاه الآخرين إلى التسجيل في السجل العقاري.

ومما تجدر ملاحظته أن استعمال حقوق الارتفاق، مهما كان منشؤها، وفقاً للأوضاع الطبيعية لا تترتب عليه أي التزامات على صاحب الحق (مالك العقار المخدوم). أما إِذا جرى استعماله بما يُعدّ زيادة على الوضع الطبيعي، ونتج عن ذلك بعض الأضرار التي أصابت مالك العقار الخادم، فإن مالك العقار المخدوم يلتزم تعويض صاحب العقار الخادم عما أصابه من ضرر.